# 죽포미술관
죽포미술관은 경기도 여주시 산북면 고촌길 26-10에 위치한 대한민국 문화관광부에 등록된 사립미술관이다. 본관 1실, 별관 1실의 미술 전시실과 야외 조각 공원으로 구성되어 있다.